# Episodi di Til Death - Per tutta la vita (quarta stagione)
La quarta stagione di Til Death - Per tutta la vita è stata trasmessa negli USA dal 2 ottobre 2009 al 20 giugno 2010 sul network FOX. 
La stagione è la più lunga trasmessa in quanto è comprensiva dei 22 episodi ordinati appositamente per la quarta stagione, più un episodio ancora inedito della seconda (il quinto trasmesso) ed altri tredici appartenenti alla terza stagione (indicati con il simbolo dell'asterisco accanto al titolo originale); per questo motivo il ruolo di Allison Stark è interpretato da diverse attrici nel corso della stessa stagione.
Lindsey Broad viene aggiunta al cast regolare nel ruolo di Allison Stark, ruolo in precedenza ricorrente ed interpretato da Krysten Ritter durante le prime due stagioni, e da Laura Clery durante la terza; a partire da metà stagione, invece, le subentra, nel ruolo di Allison, Kate Micucci che diventa così la quarta attrice in quattro stagioni ad interpretarne il personaggio.
Timm Sharp viene aggiunto al cast regolare nel ruolo di Doug Von Stuessen.
In Italia la prima parte (episodi 1-11) è andata in onda dal 2 aprile al 7 maggio 2010 ogni venerdì alle 23.00 con un doppio episodio settimanale sul canale satellitare Fox (il 23 aprile è infatti stato ritrasmesso l'episodio "Un ospite sgradito", già mandato in onda come ultimo episodio della stagione precedente). La seconda parte (episodi 12-36) viene trasmessa dal 2 giugno al 25 agosto 2010 ogni mercoledì alle 22.00 con un doppio episodio settimanale sempre su Fox.
In chiaro la stagione è stata trasmessa prima su Italia 1 con un episodio della seconda stagione produttiva (il 5) per proseguire con gli episodi appartenenti alla terza stagione produttiva a partire dal 25 settembre 2010  (in ordine 4, 6, 9, 11, 13, 15, 21, 23, 25, 29, 34, 35 e 36); gli ultimi episodi della quarta stagione produttiva invece (i restanti, in tutto 22) sono andati in onda per la prima volta in chiaro sul canale Italia 2 tra i mesi di novembre e dicembre del 2012.
| nº | Titolo originale                 | Titolo italiano             | Prima TV USA     | Prima TV Italia |
| -- | -------------------------------- | --------------------------- | ---------------- | --------------- |
| 1  | Doug and Ally Return             | A volte ritornano           | 2 ottobre 2009   | 2 aprile 2010   |
| 2  | Separate Beds                    | Letti separati              | 9 ottobre 2009   | 2 aprile 2010   |
| 3  | Eddie's Book                     | Aerostati che passione!     | 23 ottobre 2009  | 9 aprile 2010   |
| 4  | No Complaints *                  | Niente lamentele            | 25 dicembre 2009 | 9 aprile 2010   |
| 5  | The Courtship of Eddie's Parents | Divorzio d'amore            | 25 dicembre 2009 | 16 aprile 2010  |
| 6  | The Ex-Factor *                  | Una vecchia fiamma          | 25 dicembre 2009 | 16 aprile 2010  |
| 7  | Joy's Out of Work                | La cerimonia dell'acqua     | 31 gennaio 2010  | 23 aprile 2010  |
| 8  | Hi Def TV                        | La tv ad alta definizione   | 31 gennaio 2010  | 30 aprile 2010  |
| 9  | The Not-So-Perfect Couple *      | Un dottore per Eddie        | 7 febbraio 2010  | 30 aprile 2010  |
| 10 | Independent Action               | È tutta una sitcom          | 7 febbraio 2010  | 7 maggio 2010   |
| 11 | Snore Loser *                    | Notti insonni               | 14 febbraio 2010 | 7 maggio 2010   |
| 12 | The Break-Up                     | L'anniversario              | 14 febbraio 2010 | 2 giugno 2010   |
| 13 | Perfect Couple *                 | La coppia perfetta          | 21 febbraio 2010 | 2 giugno 2010   |
| 14 | The Check-Up                     | Check Up                    | 21 febbraio 2010 | 9 giugno 2010   |
| 15 | Can't Elope *                    | Il matrimonio perfetto      | 28 febbraio 2010 | 9 giugno 2010   |
| 16 | Check Mate                       | Prendi la torta e scappa    | 28 febbraio 2010 | 16 giugno 2010  |
| 17 | The Concert                      | Il concerto                 | 7 marzo 2010     | 16 giugno 2010  |
| 18 | Merit Pay                        | Meritocrazia                | 7 marzo 2010     | 23 giugno 2010  |
| 19 | The New Neighbors                | I nuovi vicini              | 14 marzo 2010    | 23 giugno 2010  |
| 20 | The Wedding                      | Il matrimonio               | 14 marzo 2010    | 30 giugno 2010  |
| 21 | Ally Abroad *                    | Troppo giovani per sposarsi | 21 marzo 2010    | 30 giugno 2010  |
| 22 | Joy's Mom                        | Arriva la mamma!            | 21 marzo 2010    | 7 luglio 2010   |
| 23 | Dog Fight *                      | Il gioco della parti        | 28 marzo 2010    | 7 luglio 2010   |
| 24 | Sell The House                   | ... e non se ne vanno!      | 28 marzo 2010    | 14 luglio 2010  |
| 25 | Family Vacation *                | Vacanze, che passione!      | 4 aprile 2010    | 14 luglio 2010  |
| 26 | Ally's Pregnant                  | Bebè in arrivo!             | 4 aprile 2010    | 21 luglio 2010  |
| 27 | Smart Phone                      | Smartphone                  | 11 aprile 2010   | 28 luglio 2010  |
| 28 | Big Man, Little Man              | Piccolo uomo, grandi doti   | 18 aprile 2010   | 28 luglio 2010  |
| 29 | Brother's Keeper *               | Fratelli diversi            | 25 aprile 2010   | 4 agosto 2010   |
| 30 | Work Wife                        | Rivalità                    | 2 maggio 2010    | 4 agosto 2010   |
| 31 | Baby Steps                       | Piccoli passi               | 9 maggio 2010    | 11 agosto 2010  |
| 32 | Let's Go                         | Uno zio scomodo             | 16 maggio 2010   | 11 agosto 2010  |
| 33 | The Baby                         | L'attesa è finita!          | 23 maggio 2010   | 18 agosto 2010  |
| 34 | The Joy of Learning *            | Gli esami di Joy            | 6 giugno 2010    | 18 agosto 2010  |
| 35 | Coupon Bob *                     | Il compleanno di Joy        | 13 giugno 2010   | 25 agosto 2010  |
| 36 | Cold Case *                      | Casi irrisolti              | 20 giugno 2010   | 25 agosto 2010  |

## A volte ritornano
- Titolo originale: Doug and Ally Return

### Trama
La figlia di Eddie e Joy, Allison, torna dal suo villaggio nella foresta Ecuadoriana con suo marito, Doug. Allison e Doug decidono di organizzarsi in un camper nel giardino degli Starks, rovinando così i piani che Eddie aveva per installare una Jacuzzi. Nel frattempo, Eddie e Joy cercano di superare i loro pregiudizi nei confronti di Doug e di accettarlo come membro della famiglia. 

## Letti separati
- Titolo originale: Separate Beds

### Trama
Joy e Eddie decidono di dormire in letti separati dopo aver sopportato per anni le abitudini notturne di entrambi. Il nuovo preside di Eddie si scopre essere un ex alunno con un suo obiettivo personale.

## Aerostati che passione!
- Titolo originale: Eddie's Book

### Trama
Il padre di Doug da a suo figlio e ad Allison una grossa somma di denaro e i due non sanno decidersi se accettare il denaro o se restituirlo. Nel frattempo, Eddie decide di scrivere un libro sulla tragedia dello “Zeppelin Hindenburg”. 

## Niente lamentele
- Titolo originale: No Complaints *

### Trama
Eddie e Joy cercano di impegnarsi per diminuire le loro lamentele. Ma Eddie scopre che sopprimere i suoi istinti lo fa stare male. Intanto, Kenny sta lavorando come “Babbo Natale” in un centro commerciale.

## Divorzio d'amore
- Titolo originale: The Courtship of Eddie's Parents

### Trama
Joy e Eddie vanno in Florida per visitare i parenti durante le festività, ma scoprono che i genitori di Eddie hanno deciso di separarsi per questioni tecniche relative all'assicurazione sanitaria.

## Una vecchia fiamma
- Titolo originale: The Ex-Factor *

### Trama
La nuova amia di Joy, Ilene, ha avuto una storia in passato con Eddie. Kenny, convinto di fare cosa gradita alla sua nuova ragazza, fa da babysitter ai suoi figli, senza accorgersi che lei lo sta sfruttando. 

## La cerimonia dell'acqua
- Titolo originale: Joy's Out of Work

### Trama
Joy perde il lavoro all'agenzia di viaggi e si mette alla ricerca di un nuovo posto.

## La tv ad alta definizione
- Titolo originale: Hi Def TV

### Trama
Eddie compra un televisore ad alta definizione senza consultarsi prima con Joy, così lei, per vendicarsi, si dà allo shopping selvaggio. Intanto Doug sospetta di vivere in una sitcom. 

## Un dottore per Eddie
- Titolo originale: The Not-So-Perfect Couple *

### Trama
Joy insiste perché Eddie si sottoponga a un check-up medico, ma dopo essere stato visitato dalla dottoressa Simona, Eddie rimane affascinato da lei e suo marito e dalla loro vita perfetta. Joy è seccata da questa euforia e decide di provare a suo marito che Simona non è così perfetta come sembra. 

## È tutta una sitcom
- Titolo originale: Independent Action

### Trama
Eddie va all'annuale partita di baseball senza Joy e i due capiscono che sono in grado di condurre vite separate, ma a quale prezzo? Intanto, Ally e Doug cercano di salvare un albero malato dall'abbattimento. 

## Notti insonni
- Titolo originale: Snore Loser *

### Trama
Eddie si fa curare la sua apnea notturna che lo faceva russare come un treno, ma Joy si rende conto che quel seccante rumore era diventato un po' una ninna nanna che l'aiutava a dormire.

## L'anniversario
- Titolo originale: The Break-Up

### Trama
Una coppia di amici litiga e decide di lasciarsi, così Eddie e Joy s'intromettono tra loro cercando di fare da pacieri. Intanto Ally spedisce Doug da uno psicologo.

## La coppia perfetta
- Titolo originale: Perfect Couple *

### Trama
Eddie e Joy diventano amici di Stephen e sua moglie Simona, ma mentre Eddie si trova subito a suo agio, Joy si sente messa in disparte. Per semplificare le cose, Eddie istruisce i nuovi amici su cosa piace o non piace a Joy. Nel frattempo, Kenny trova un nuovo lavoro al supermercato come promoter.

## Check Up
- Titolo originale: The Check-Up

### Trama
Joy convince Eddie a farsi fare un check-up medico da Simona.

## Il matrimonio perfetto
- Titolo originale: Can't Elope *

### Trama
Joy sta organizzando il matrimonio di Ally e Doug e si fa prendere un po' la mano, e Eddie consiglia alla coppia di sposarsi in segreto. Kenny acconsente ad officiare la cerimonia, ma quando Joy scopre i loro piani cerca di convincere Eddie ad aiutarla a fermare il matrimonio.

## Prendi la torta e scappa
- Titolo originale: Check Mate

### Trama
Gli Starks escono a cena con Simona e Stephen, ma quando Eddie e Joy decidono di andarsene per far pagare loro il conto del ristorante, si scatena una lite all'insegna del rimprovero. 

## Il concerto
- Titolo originale: The Concert

### Trama
A scuola, Eddie fa amicizia con un nuovo insegnante, con il quale scopre di avere molti interessi in comune. Intanto Eddie e Joy ricordano con nostalgia la musica degli anni '80.

## Meritocrazia
- Titolo originale: Merit Pay

### Trama
Eddie cerca di convincere il preside che merita un aumento, ma quest'ultimo non si mostra d'accordo. 

## I nuovi vicini
- Titolo originale: The New Neighbors

### Trama
Joy e Eddie fanno la conoscenza di Tommy e April Campbell, i loro nuovi vicini di casa, che si rivelano essere una coppia alquanto anticonvenzionale. 

## Il matrimonio
- Titolo originale: The Wedding

### Trama
È la notte precedente alle nozze di Ally e Doug, e tutti sono così in ansia per la cerimonia che trascorrono la notte facendo incubi sul matrimonio.

## Troppo giovani per sposarsi
- Titolo originale: Ally Abroad *

### Trama
Doug viene ricoverato in ospedale ed Ally, accorsa al suo capezzale, riceve inaspettatamente una proposta di matrimonio. 